# Guerra Indo-Paquistanesa de 1947
Guerra Indo-Paquistanesa de 1947, também conhecida como a Primeira Guerra da Caxemira, foi travada entre a Índia e o Paquistão pelo estado principesco de Jammu e Caxemira em 1947 e 1948. Foi a primeira das quatro Guerras Indo-Paquistanesas travadas entre os duas novas nações independentes. O Paquistão precipitou a guerra algumas semanas após a independência, lançando lashkar (milícia) tribal do Waziristão, em um esforço para capturar Caxemira, cujo futuro estava em jogo. O resultado inconclusivo da guerra ainda afeta a geopolítica dos dois países.
O Maharaja enfrentou uma revolta de seus súditos muçulmanos em Poonch e perdeu o controle dos distritos ocidentais de seu reino. Em 22 de outubro de 1947, as milícias tribais pashtuns do Paquistão cruzaram a fronteira do estado. Essas milícias tribais locais e forças irregulares do Paquistão moveram-se para tomar Srinagar, mas ao chegar a Baramulla, começaram a saquear e protelar. Maharaja Hari Singh fez um apelo à Índia por ajuda, e a ajuda foi oferecida, mas estava sujeita à assinatura de um Instrumento de Adesão à Índia.
A guerra foi inicialmente travada pelas Forças Estaduais de Jammu e Caxemira e por milícias tribais das Áreas Tribais da Fronteira adjacentes à Província da Fronteira Noroeste. Após a ascensão do estado à Índia em 26 de outubro de 1947, as tropas indianas foram transportadas de avião para Srinagar, a capital do estado. Os comandantes britânicos inicialmente recusaram a entrada de tropas paquistanesas no conflito, citando a adesão do estado à Índia. No entanto, mais tarde em 1948, eles cederam e os exércitos paquistaneses entraram na guerra depois disso.  As frentes se solidificaram gradualmente ao longo do que veio a ser conhecido como Linha de controle. Um cessar-fogo formal foi declarado às 23h59 da noite de 31 de dezembro de 1948 e entrou em vigor na noite de 1 de janeiro de 1949. O resultado da guerra foi inconclusivo. No entanto, a maioria das avaliações neutras concorda que a Índia foi a vitoriosa da guerra, pois foi capaz de defender com sucesso cerca de dois terços da Caxemira, incluindo Kashmir Valley, Jammu e Ladakh.

## Referência
1. 1 2  Cifra oficial del Gobierno de la IndiaO, Parlamento de la India. Se cree que esta cifra solo cuenta las bajas del Ejército indio y no de las fuerzas del Estado.
2. ↑  JAK Rifles KIA
3. ↑  Indian Army-Martyrs
4. ↑  Estudios por países, Biblioteca del Congreso de Estados Unidos
5. ↑  Bajas del Regimiento Cachemira Azad durante 1947-1948
6. 1 2  Mikaberidze, Alexander,. Conflict and conquest in the Islamic world : a historical encyclopedia. Santa Barbara, Calif.: [s.n.] OCLC 763161287
7. 1 2 3  Mikaberidze, Alexander,. Conflict and conquest in the Islamic world : a historical encyclopedia. Santa Barbara, Calif.: [s.n.] OCLC 763161287
8. ↑  Schofield, Victoria (2014). Kashmir in Conflict. [S.l.]: I.B. Tauris
9. ↑  Lyon, Peter, 1934- (2008). Conflict between India and Pakistan : an encyclopedia. Santa Barbara, Calif.: ABC-CLIO. OCLC 312746657
10. ↑  Parmar, Varun; Prasad, Guntupalli V.R. (5 de julho de 2006). «Middle Miocene rhizomyid rodent (Mammalia) from the Lower Siwalik Subgroub of Ramnagar, Udhampur District, Jammu and Kashmir, India». Neues Jahrbuch für Geologie und Paläontologie - Monatshefte (6): 371–384. ISSN 0028-3630. doi:10.1127/njgpm/2006/2006/371. Consultado em 29 de setembro de 2020
11. ↑  Heitzman, James; Kulke, Hermann; Rothermund, Dietmar (fevereiro de 1989). «A History of India». The American Historical Review (1). 198 páginas. ISSN 0002-8762. doi:10.2307/1862211. Consultado em 29 de setembro de 2020
12. ↑  Wilcox, Wayne A. (1969). Pakistan : the consolidation of a nation 4. print ed. New York: Columbia Univ. Pr. OCLC 1150950255